# Eiji Yoshikawa
Eiji Yoshikawa (吉川英治, Yoshikawa Eiji; n. 11 august 1892, Yokohama, Japonia – d. 7 septembrie 1962, Tokyo⁠(d), Tōkyō, Japonia) a fost un scriitor japonez. 
În occident este conoscut mai ales pentru două cărți: romanul Taiko, care descrie perioada istorică în Japonia până la Bătălia de la Sekigahara și romanul Musashi, a cărui acțiune începe după această bătălie și care are în centru figura celebrului samurai Miyamoto Musashi.
Yoshikawa se numără printre cei mai cunoscuți scriitori în Japonia. 